# Temporada 1949-50 de los Rochester Royals
La Temporada 1949-50 fue la segunda de los Rochester Royals en la liga, la primera bajo la denominación de NBA. La temporada regular acabó con 51 victorias y 17 derrotas, ocupando el segundo puesto de la División Central, clasificándose para los playoffs en los que cayeron eliminados en las semifinales de división ante los Fort Wayne Pistons.

## Elecciones en elDraft
| Ronda | Puesto | Jugador      | Posición  | Nacionalidad   | Universidad |
| ----- | ------ | ------------ | --------- | -------------- | ----------- |
| 1     | 10     | Frank Saul   | Escolta   | Estados Unidos | Seton Hall  |
| 2     | 24     | Jack Coleman | Ala-Pívot | Estados Unidos | Louisville  |

## Temporada regular
| División Central     | División Central | División Central | División Central | División Central | División Central | División Central | División Central | División Central |
| Equipo               | G                | P                | %                | PD               | Casa             | Fuera            | Neutral          | Div              |
| -------------------- | ---------------- | ---------------- | ---------------- | ---------------- | ---------------- | ---------------- | ---------------- | ---------------- |
| x-Minneapolis Lakers | 51               | 17               | .750             | -                | 30-1             | 18-16            | 3-0              | 16-8             |
| x-Rochester Royals   | 51               | 17               | .750             | -                | 33-1             | 17-6             | 1-0              | 15-9             |
| x-Fort Wayne Pistons | 40               | 28               | .588             | 11               | 28-6             | 12-22            | -                | 14-10            |
| x-Chicago Stags      | 40               | 28               | .588             | 11               | 18-6             | 14–21            | 8-1              | 11-13            |
| St. Louis Bombers    | 26               | 42               | .382             | 25               | 17-14            | 7–26             | 2-2              | 4-20             |

## Playoffs

### Semifinales de División
Fort Wayne Pistons - Rochester Royals
| Fecha       | Partido                                         | Ciudad     |
| ----------- | ----------------------------------------------- | ---------- |
| 23 de marzo | Rochester Royals 84, Fort Wayne Pistons 90      | Rochester  |
| 24 de marzo | Fort Wayne Pistons 79, Rochester Royals 78 (OT) | Fort Wayne |
|             | Fort Wayne gana las series 2-0                  |            |

## Estadísticas
| Rk | Jugador          | Edad | P  | PT | MP | TC  | TCI  | %TC  | 3P | 3PI | %3P | TL  | TLI | %TL   | RO | RD | RT | AS  | RB | TAP | BP | FP  | PTS  |
| 1  | Bob Davies       | 30   | 64 |    |    | 5.0 | 13.9 | .357 |    |     |     | 4.1 | 5.4 | .752  |    |    |    | 4.6 |    |     |    | 2.9 | 14.0 |
| 2  | Bobby Wanzer     | 28   | 67 |    |    | 3.8 | 9.2  | .414 |    |     |     | 4.2 | 5.2 | .806  |    |    |    | 3.2 |    |     |    | 1.5 | 11.8 |
| 3  | Arnie Risen      | 25   | 62 |    |    | 3.3 | 9.6  | .344 |    |     |     | 3.4 | 5.2 | .664  |    |    |    | 1.5 |    |     |    | 3.7 | 10.1 |
| 4  | Bill Calhoun     | 22   | 62 |    |    | 3.3 | 8.9  | .377 |    |     |     | 2.4 | 3.3 | .719  |    |    |    | 1.9 |    |     |    | 1.6 | 9.0  |
| 5  | Jack Coleman     | 25   | 68 |    |    | 3.7 | 9.8  | .377 |    |     |     | 1.3 | 1.8 | .744  |    |    |    | 2.3 |    |     |    | 3.3 | 8.7  |
| 6  | Red Holzman      | 29   | 68 |    |    | 3.0 | 9.2  | .330 |    |     |     | 2.1 | 3.1 | .686  |    |    |    | 2.9 |    |     |    | 1.0 | 8.2  |
| 7  | Arnie Johnson    | 29   | 68 |    |    | 2.2 | 5.5  | .396 |    |     |     | 2.9 | 4.3 | .680  |    |    |    | 2.1 |    |     |    | 3.8 | 7.3  |
| 8  | Fran Curran      | 24   | 66 |    |    | 1.5 | 3.6  | .417 |    |     |     | 3.0 | 3.7 | .826  |    |    |    | 1.1 |    |     |    | 1.7 | 6.0  |
| 9  | Price Brookfield | 29   | 7  |    |    | 1.6 | 3.3  | .478 |    |     |     | 1.7 | 1.9 | .923  |    |    |    | 0.1 |    |     |    | 1.0 | 4.9  |
| 10 | Andy Duncan      | 27   | 67 |    |    | 1.9 | 4.3  | .433 |    |     |     | 0.9 | 1.6 | .556  |    |    |    | 0.6 |    |     |    | 2.4 | 4.6  |
| 11 | Ed Mikan         | 24   | 44 |    |    | 1.3 | 4.4  | .299 |    |     |     | 1.1 | 1.4 | .758  |    |    |    | 0.6 |    |     |    | 2.2 | 3.7  |
| 12 | Pep Saul         | 25   | 49 |    |    | 1.5 | 3.7  | .404 |    |     |     | 0.7 | 1.0 | .723  |    |    |    | 0.6 |    |     |    | 0.7 | 3.7  |
| 13 | Mike Novak       | 34   | 5  |    |    | 0.2 | 2.2  | .091 |    |     |     | 0.2 | 0.2 | 1.000 |    |    |    | 0.8 |    |     |    | 2.0 | 0.6  |

## Galardones y récords
| Jugador    | Galardón                 |
| Bob Davies | Mejor quinteto de la NBA |